# 167丁目駅 (INDコンコース線)
167丁目駅（167ちょうめえき、英語: 167th Street）はニューヨーク市地下鉄INDコンコース線の駅である。ブロンクス区ハイブリッジと同区コンコースに掛かる167丁目とグランド・コンコースの交差点に位置し、B系統がラッシュ時のみ、D系統がラッシュ時を除く終日停車する。

## 歴史
当駅は1933年7月1日に開業し、開業当初はC系統の急行とCC系統の各駅停車が運転された。
当駅は2015年-2019年 MTA投資計画の一環として2018年8月27日から翌2019年1月9日まで営業休止となった。休止中は改装工事が行われ、Wi-Fiや携帯充電場所の設置、標識や照明の改善などが行われた。また、2020年-2024年 MTA投資計画においてエレベーターの設置が計画されている。

## 駅構造
| G          | 地上階                     | 出入口 |
| M          | 改札階                     | 改札口、駅員詰所、メトロカード自動券売機                                                                                                   |
| P ホーム階 | 相対式ホーム、右側扉が開く | 相対式ホーム、右側扉が開く |
| P ホーム階 | 北行緩行線                 | ← ラッシュ時のみ：ベッドフォード・パーク・ブールバード駅行き（170丁目駅） ← ラッシュ時以外：ノーウッド-205丁目駅行き（170丁目駅）          |
| P ホーム階 | 急行線                     | ← ラッシュ時混雑方向：通過 → |
| P ホーム階 | 南行緩行線                 | → ラッシュ時のみ：ブライトン・ビーチ駅行き（161丁目駅）→ ラッシュ時以外：コニー・アイランド-スティルウェル・アベニュー駅行き（161丁目駅）→ |
| P ホーム階 | 相対式ホーム、右側扉が開く | |

相対式ホーム2面3線の地下駅で、中央の急行線にはホームが無く、ラッシュ時に混雑方向へ向かう急行D系統が通過する。
両ホーム壁面は白のタイルが並べられているが、上部には黒とオレンジの横線が入っておりその下に灰地に白で「167TH ST.」と駅名標がある。そのほか、黒地に白で「167」と書かれた改札口の方向を示す小さな標も壁に設置されており、ホーム上に等間隔で立っている黄色の柱にはニューヨーク市地下鉄標準の黒地に白で「167 Street」と書かれた駅名標が掲げられている。
駅の北側には線路西側に留置線が1本ある。この留置線は北側が車止めで終わっているため北隣の170丁目駅方面からの進入は不可能であるが、この留置線を使用するのはヤンキー・スタジアムで野球の試合がある際に運転される北行161丁目-ヤンキー・スタジアム駅止まりの臨時列車のみのため特に不都合などは無い。
2019年にはRico Gatsonによるアートワーク『Beacons』が展示されている。

### 出入口

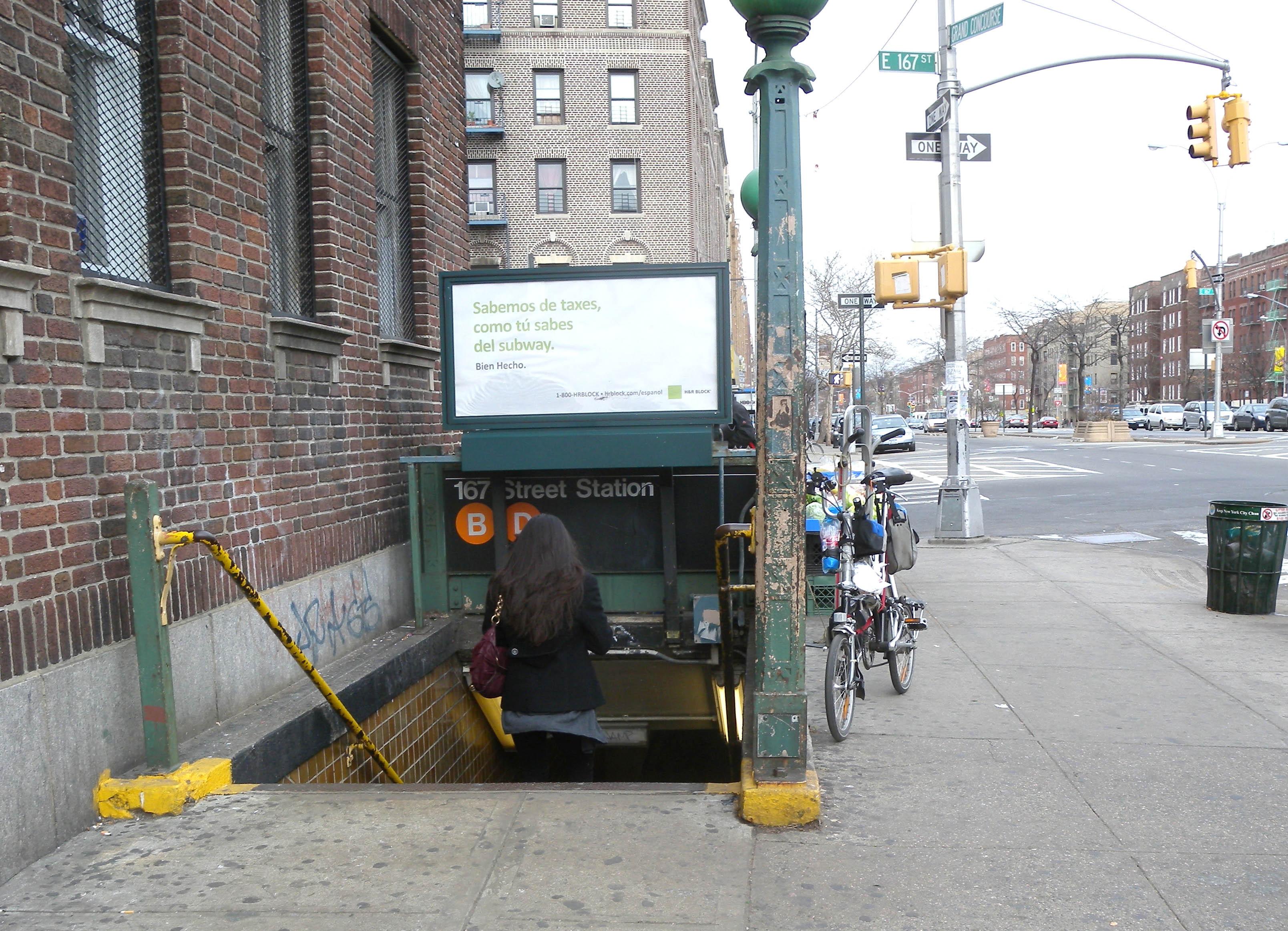
入口階段

当駅の改札口は駅の北側に1ヶ所、南側に2ヶ所の計3ヶ所にある。北側の改札口は改札階にあり終日開いている。各ホームから2つの階段が接続しており、回転式改札機やきっぷ売り場、グランド・コンコースと東167丁目の交差点への階段がある。
反対の南側には各ホームでそれぞれ独立した改札口があり、こちらはホーム階にある。北行ホームの改札口は退場専用で入場は不可能、反対の南行ホームの改札口は入退場両方に対応している。これらの改札口はグランド・コンコースとマクレラン・ストリートの交差点へと出ることができる。
- 階段1つ、グランド・コンコースと東167丁目の交差点北東[9]。
- 階段1つ、グランド・コンコースと東167丁目の交差点北西[9]。
- 階段1つ、グランド・コンコースと東167丁目の交差点南東[9]。
- 階段1つ、グランド・コンコースと東167丁目の交差点南西[9]。
- 階段1つ、グランド・コンコースとマクレラン・ストリートの交差点南東（北行ホーム接続、退場専用）[9]。
- 階段1つ、グランド・コンコースとマクレラン・ストリートの交差点南西（南行ホーム接続）[9]。